# Mandjelia brassi
Mandjelia brassi is een spinnensoort uit de familie Barychelidae. De soort komt voor in Queensland.